# Prymnessos
Koordinaten: 38° 41′ 53″ N, 30° 34′ 31″ O
Prymnessos war eine griechische Stadt in Phrygien an einem Nebenfluss des Kaystros. An einer wichtigen Straßenkreuzung gelegen, hatte sie Bedeutung als Handelsstadt.

## Beschreibung

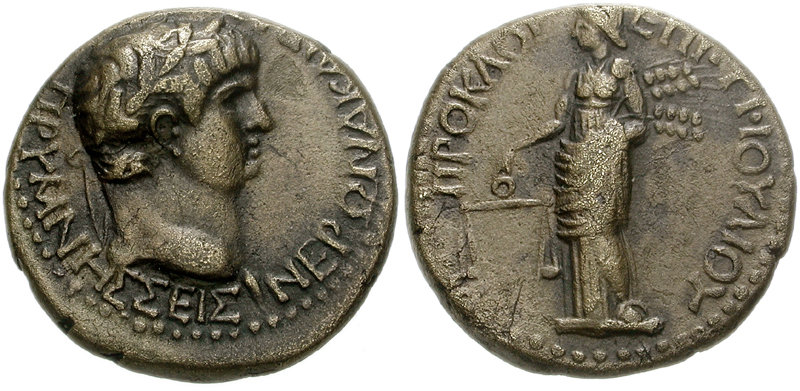
Bronzemünze von Prymnessos, Nero (54–68), Rückseite Dikaiosyne mit Waage und Kornähren

Prymnessos wird beim heutigen Ort Sülün, etwa acht Kilometer südlich der türkischen Provinzhauptstadt Afyonkarahisar lokalisiert. Der Siedlungshügel befindet sich östlich des Dorfes, auf seiner Spitze steht heute eine aus Spoliensteinen erbaute Tekke, an seinem Ostabhang sind Reste eines Theaters sichtbar. In Prymnessos soll sich zur Zeit der Kaiser Hadrian und Antoninus das Martyrium der Ariadne abgespielt haben. Auf den meisten Münzen der Stadt ist Dikaiosyne (Gerechtigkeit) mit einer Waage und Kornähren dargestellt, sie gilt als Hauptgottheit der Stadt.

## Söhne der Stadt
- Nikostrathos, Schwerathlet, Olympiasieger 37 n. Chr.